# Religião tradicional mari

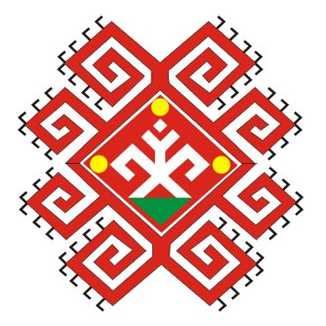
Símbolo da religião tradicional mari.

A religião tradicional mari (Mari: Чимарий йӱла, Čimarij jüla) é a religião étnica do povo mari, uma etnia fínica que habita a república de Mari El, na Rússia. Ao contrário de outras formas de paganismo europeu, a religião tradicional mari tem tido uma continuidade ininterrupta desde o passado distante, em vez de ter sido reconstruída recentemente (como no chamado "neopaganismo").
A religião teve mudanças ao longo do tempo, particularmente sob a influência dos monoteísmos vizinhos. Nas últimas décadas tem havido um revivalismo similar ao dos neopagãos, ao mesmo tempo que tem mantido as suas características tradicionais no mundo rural.
A religião mari baseia-se no culto das forças da natureza, que o homem deve honrar e respeitar. Antes do monoteísmo se ter espalhado entre os mari, estes prestavam culto a muitos deuses (os jumo, uma palavra com a mesma raiz que jumala em finlandês), ao mesmo tempo que reconheciam o primado de um "grande deus",  Kugu Jumo. No século XIX, influenciados pelos monoteísmo, as crenças pagãs alteraram-se a a imagem de um Osh Kugu Jumo, literalmente "grande deus da luz", foi fortalecida.

## Adeptos
A religião é uma das mais antigas religiões indígenas da Europa com continuidade ininterrupta que sobreviveu à cristianização, embora coexista há gerações com a ortodoxia russa. Hoje em dia muitos mari são batizados como cristãos mas participam nas orações tradicionais em vez nos serviços da Igreja. Um estudo feito em 2004 concluiu que cerca de 15% da população de Mari El afirma seguir a religião tradicional mari; atendendo a que os mari são 45% da 700.000 habitantes da república, estes números significam que provavelmente mais de um terço destes afirma seguir a religião tradicional.
Um número similar é apresentado por Victor Shnirelman, que considera que entre um quarto e metade dos mari, ou seguem os deuses pagãos, ou simpatizam com o neopaganismo. Alguns intelectuais mari consideram que os crentes mari étnicos devem ser classificados em grupos em função do grau de influência Ortodoxa Russa, incluindo crentes sincréticos que poderão ir ocasionalmente à Igreja, seguidores da religião tradicional mari que são batizados, e mari não-batizados.
Boris Knorre, em Neopaganism in the Mari El Republic, divide os crentes da religião mari em três grupos: Chimari, os crentes maris que não são batizados pela Igreja Ortodoxa, e rejeitam todos os rituais cristãos; Marla vera, batizados, mas que frequentam tanto os rituais maris como os da Igreja Ortodoxa; e Kugo Sorta, um movimento revivalista.

## Crenças e rituais

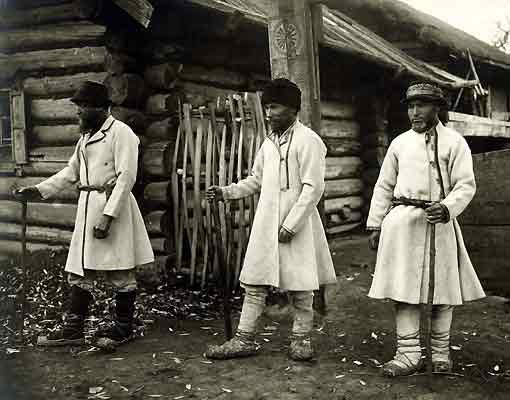
Sacerdotes (karts) pagãos mari (antes de 1930)

Os crentes da religião tradicional mari realizam rituais públicos e orações coletivas, dinamizam atividades culturais, educativas e caritativas, transmitem as suas crenças às novas geração e distribuem literatura religiosa.
As orações públicas são feitas segundo o calendário tradicional, de acordo com a posição do Sol e da Lua, e realizam-se em bosques sagrados (küsoto). As cerimónias são organizadas por uma hierarquia de sacerdotes(karts). Atualmente existem quatro organização regionais enquadrando a religião mari.
Há diferenças significativas entre o panteão dos maris das terras baixas, com cerca de 140 deuses, e os das terras altas, com cerca de 70 deuses. No entanto muitas dessas divindades são diferentes formas de outros deuses. Nove deuses são os mais importantes, e são muitas vezes considerados como hipóstases do deus supremo Osh Kugu Jumo. Além dos deuses propriamente ditos, os mari também acreditam numa vasta gama de espíritos, uns associados ao culto do antepassados (os kughiza) e outros representando as forças do mal ou destrutivas. A religião tradicional mari incluí adoração das árvores e sacrifícios de animais.
Alguns deuses e espíritos mari:
- Kugu Jumo, o deus príncipal. Também chamado Kugurak, o "ancião".
- Tul, deus do fogo, considerado como uma manifestação de Kugu Jumo.
- Saska, deus da fruta, manifestação de Kugu Jumo.
- Küdryrchö Jumo, deus do trovão.
- Tutyra, deus do nevoeiro, manifestação de Kugu Jumo.
- Purysho, o deus do destino, que cria e decide o futuro de todos os homens.
- Uzhara, o deus da alvorada.
- Mlande, deus da terra.
- Surt Kughiza, espírito do lar, manifestação de  Kugu Jumo.
- Sochyn-Ava, deusa do nascimento.
- Keremet, o supremo espírito do mal.
- Azyren, o deus da morte.

Muitos deuses (sobretudo os controlando os fenómenos naturais) têm deusas equivalentes, com o nome terminado em ava ("mãe"); p.ex, Tul-Ava, deusa do fogo, Mlande-Ava, deusa da terra, Kudurcho-Ava, deusa do trovão, etc.

## História
A conquista pelos tártaros muçulmanos afetou pouco a religião tradicional mari - desde que aceitassem a supremacia tártara, pagassem tributos e contribuíssem com soldados para as guerras contra os russos, os mari continuaram a ser governados pelos seus príncipes tradicionais e a praticar a sua religião. Também os russos (que nominalmente controlavam Mari El desde a conquista do canato tártaro de Kazan, em 1552), inicialmente, não fizeram grandes tentativas para os cristianizar.
Só a partir do século XVIII o Império Russo iniciou uma politica de cristianização dos mari: inicialmente consistia apenas em benefícios fiscais para quem se convertesse, mas em breve se passou a medidas mais drásticas, como expulsão dos animistas das suas aldeias e batismos à força. Oficialmente, em 1743 a maioria dos maris tinha sido batizada. No entanto os rituais tradicionais, como sacrifícios de animais aos deuses, continuaram a ser praticados, com o estado russo e a Igreja Ortodoxa a alternarem entre a tolerância e a repressão. Em 1897, 27,6% dos mari seguiriam a religião tradicional, de acordo com os censos (possivelmente os verdadeiros números seriam maiores, com alguns animistas a não declararem abertamente a sua crença).
Com a implantação da União Soviética, a religião continuou a ser alvo de perseguição (ainda mais intensas do que as feitas ao cristianismo), mas, desde os anos noventa, tem recebido estatuto oficial pelo governo de Mari El, onde é reconhecida como uma das três religiões tradicionais, juntamente com o cristianismo ortodoxo e o islamismo. Alguns ativistas afirmam que os crentes na religião tradicional mari são sujeitos a pressões pelas autoridades russas como parte de uma campanha para russificar a cultura mari. Vitali Tanakov, um sacerdote da religião mari, foi acusado de incitar ao ódio religioso, nacional, social e linguístico depois de publicar o livro O Sacerdote Fala.